# John Hodiak
John Hodiak (Pittsburgh, Pennsilvània, 16 d'abril de 1914 − Tarzana, Califòrnia, 19 d'octubre de 1955) va ser un actor estatunidenc.

## Biografia
Va néixer a Pittsburgh (Pennsilvània) els seus pares eren Walter Hodiak (25 octubre de 1888 - 21 agost 1962) i Anna Pogorzelec (28 febrer de 1888 - 17 octubre 1971). Era d'ascendència ucraïnesa i polonesa. Va créixer a Hamtramck, a Michigan, als afores de Detroit.
Hodiak va provar el teatre per primera vegada als onze anys, actuant en peces ucraïneses i russes a l'Església grega-catòlica ucraïniana. Des de l'instant en què va aparèixer en escena, va determinar ser actor; quan era tercera base en l'equip de beisbol del seu institut, ni tan sols va ser temptat per un contracte amb un club per a joves prometedors a  St. Louis Cardinals , que va refusar.
Quan Hodiak va intentar en principi obtenir un treball d'actor de ràdio, va ser rebutjat a causa del seu accent. Va ser caddie en un recorregut de golf a Detroit, després va treballar en una fàbrica de la Chevrolet i va provar la seva dicció. Una vegada resolt l'obstacle que constituïa el seu accent, es va convertir en actor de ràdio i es va instal·lar a Chicago; allà, va crear el paper del personatge de còmic Li'l Abner a la ràdio.
Després d'un curt pas per l'exèrcit, arriba a Hollywood el 1942 i signa un contracte amb la MGM per treballar al cinema. Es va negar a canviar el seu nom, justificant: «M'agrada el meu nom. Se m'assembla. »
Hodiak va fer alguns petits papers pel seu estudi. Va atreure l'atenció del realitzador Alfred Hitchcock i, en una col·laboració amb la 20th Century Fox, va aconseguir la celebritat fent de protagonista a Lifeboat (1944) davant de Tallulah Bankhead. Altres grans papers li van seguir, sobretot el del major Joppolo a  A Bell for Adano, 1945 davant de Gene Tierney.
S'havia casat amb l'actriu Anne Baxter (casats el 7 de juliol 1946 i divorciats el 27 de gener de 1953) amb la qual va tenir una filla, Katrina Hodiak (nascuda el 9 de juliol de 1951).
El 1953, Hodiak marxa a Nova York i s'inicia a Broadway amb The Chase ; la peça va ser un fracàs, però el seu paper va tenir bones crítiques. Va concebre llavors el paper del tinent Maryk en la versió de Paul Gregory de l'obra teatral El Caine Mutiny Court Martial  de Herman Wouk, adaptació de la seva novel·la The Caine Mutiny . La peça va estar en escena dos anys i l'actuació de Hodiak li va aportar un renom nacional.
Quan l'espectacle s'atura després de la seva gira pels Estats Units, Hodiak va començar a treballar a Trial (1955) per a la MGM, fent el paper de procurador. Una vegada acabada aquesta pel·lícula, Hodiak va interpretar el major Ward Thomas On The Threshold of Space (1956) per a la 20th Century Fox.
Als quaranta-un anys, Hodiak va morir d'una crisi cardíaca al bany de la casa de Tarzana a Califòrnia que havia construït per als seus pares: s'estava afaitant i es preparava per anar a l'estudi per acabar el rodatge de les seves escenes a On The Threshold of Space. Després es va decidir que s'havia rodat prou per estrenar la pel·lícula. És enterrat a la cripta D-1 del bloc 303 del mausoleu principal al cementiri Calvary a Los Angeles.
John Hodiak té la seva estrella al Hollywood Walk of Fame per al seu treball a la ràdio al 6101 Hollywood Passeig a Hollywood.

## Filmografia
- 1943: A Stranger in Town: Hart Ridges
- 1943: Swing Shift Maisie: Clerk
- 1943: I Dood It: Roy Hartwood
- 1944: Song of Russia: Boris Bulganov
- 1944: El bot salvavides (Lifeboat) d'Alfred Hitchcock: John Kovac
- 1944: Maisie Goes to Reno: Philip Francis 'Flip' Hennahan
- 1944: Marriage Is a Private Affair: Tinent Tom Cochrane West
- 1944: Sunday Dinner for a Soldier de Lloyd Bacon: Sergent Eric Moore
- 1945: A Bell for Adano de Henry King: Maj. Victor P. Joppolo
- 1945: The Harvey Girls de George Sidney: Ned Trent
- 1946: Two Smart People de Jules Dassin: Ace Connors
- 1946: Somewhere in the Night: George W. Taylor
- 1947: The Arnelo Affair: Tony Arnelo
- 1947: Desert Fury: Eddie Bendix
- 1947: Love from a Stranger: Manuel Cortez
- 1948: Homecoming de Mervyn LeRoy: Dr. Robert Sunday
- 1948: Command Decision de Sam Wood: Coronel Edward Rayton Martin
- 1949: Ambush: Capità Ben Lorrison
- 1949: The Bribe de Robert Z. Leonard: Tugwell 'Tug' Hintten
- 1949: Battleground de William A. Wellman: Jarvess
- 1949: Malaya: Kellar
- 1950: A Lady Without Passport de Joseph H. Lewis: Peter Karczag
- 1950: The Miniver Story de H.C. Potter: Spike Romway
- 1951: Night Into Morning: Tom Lawry
- 1951: The People Against O'Hara: Fiscal Louis Barra
- 1951: Més enllà del Missouri (Across the Wide Missouri) de William A. Wellman: Brecan
- 1952: The Sellout: Chick Johnson
- 1952: Battle Zone: Danny
- 1953: Ambush at Tomahawk Gap: McCord
- 1953: Mission Over Korea: Capità George P. Slocum
- 1953: Conquest of Cochise: Cochise
- 1954: Dragonfly Squadron: Maj. Matthew Brady
- 1955: Trial: Fiscal John J. 'Jack' Armstrong
- 1956: On the Threshold of Space: Maj. Ward Thomas